# London concours
Ne doit pas être confondu avec Concours d'élégance du château de Windsor.
Pour les articles homonymes, voir Londres (homonymie) et Concours d'élégance.
Le London concours est un prestigieux concours d'élégance annuel de voitures de collection de prestige, fondé en 2017 à Londres au Royaume-Uni.

## Historique
Cet événement annuel est organisé pendant 3 jours, début juin, durant une garden-party sur les 2 hectares du Terrain d'artillerie (en) de l'Honourable Artillery Company de l'Armée britannique, de la Cité de Londres, au centre de Londres, pour exposer une 100e de voitures de collection de prestige, récentes et anciennes,,.

Quelques participantes
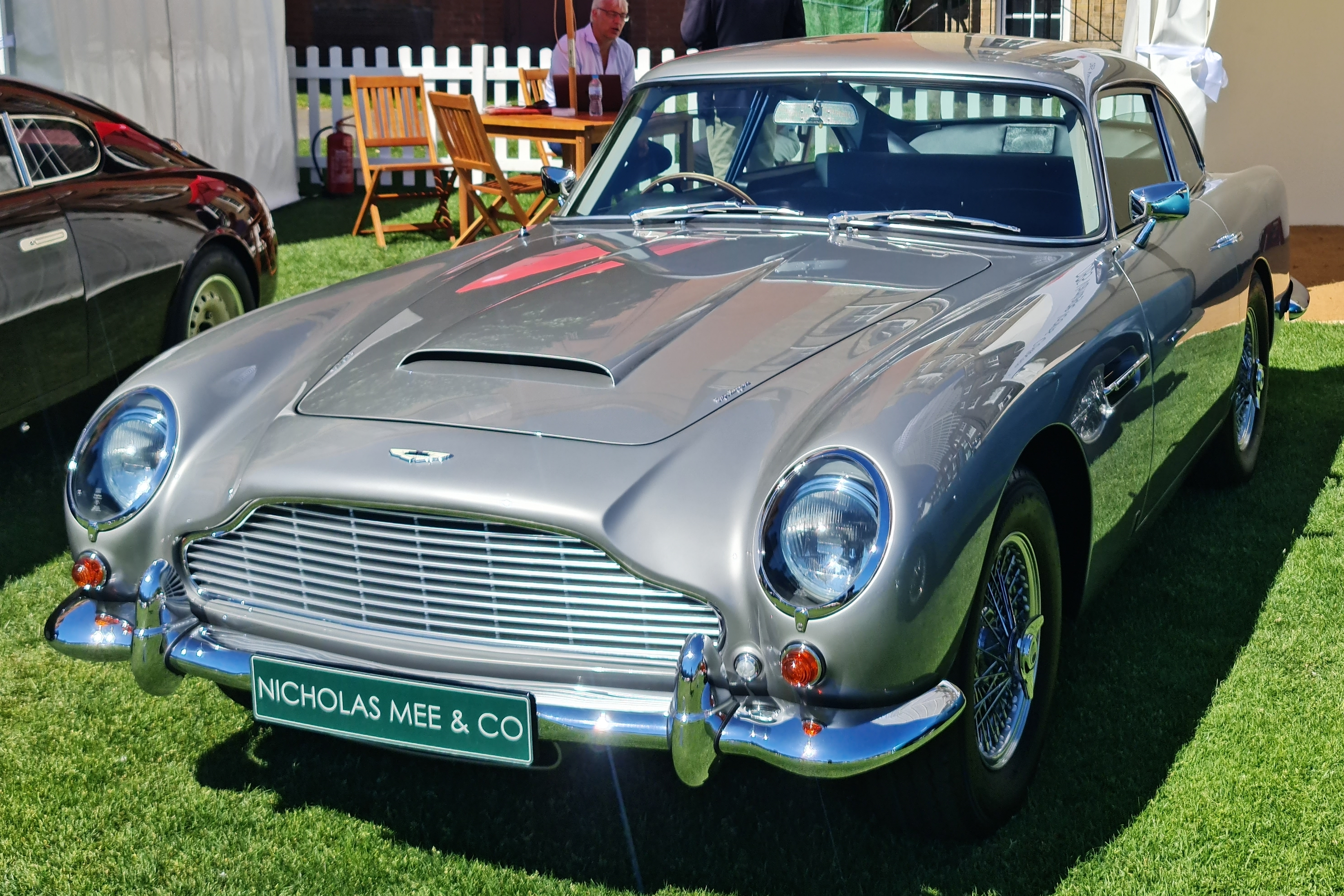
Aston Martin DB5
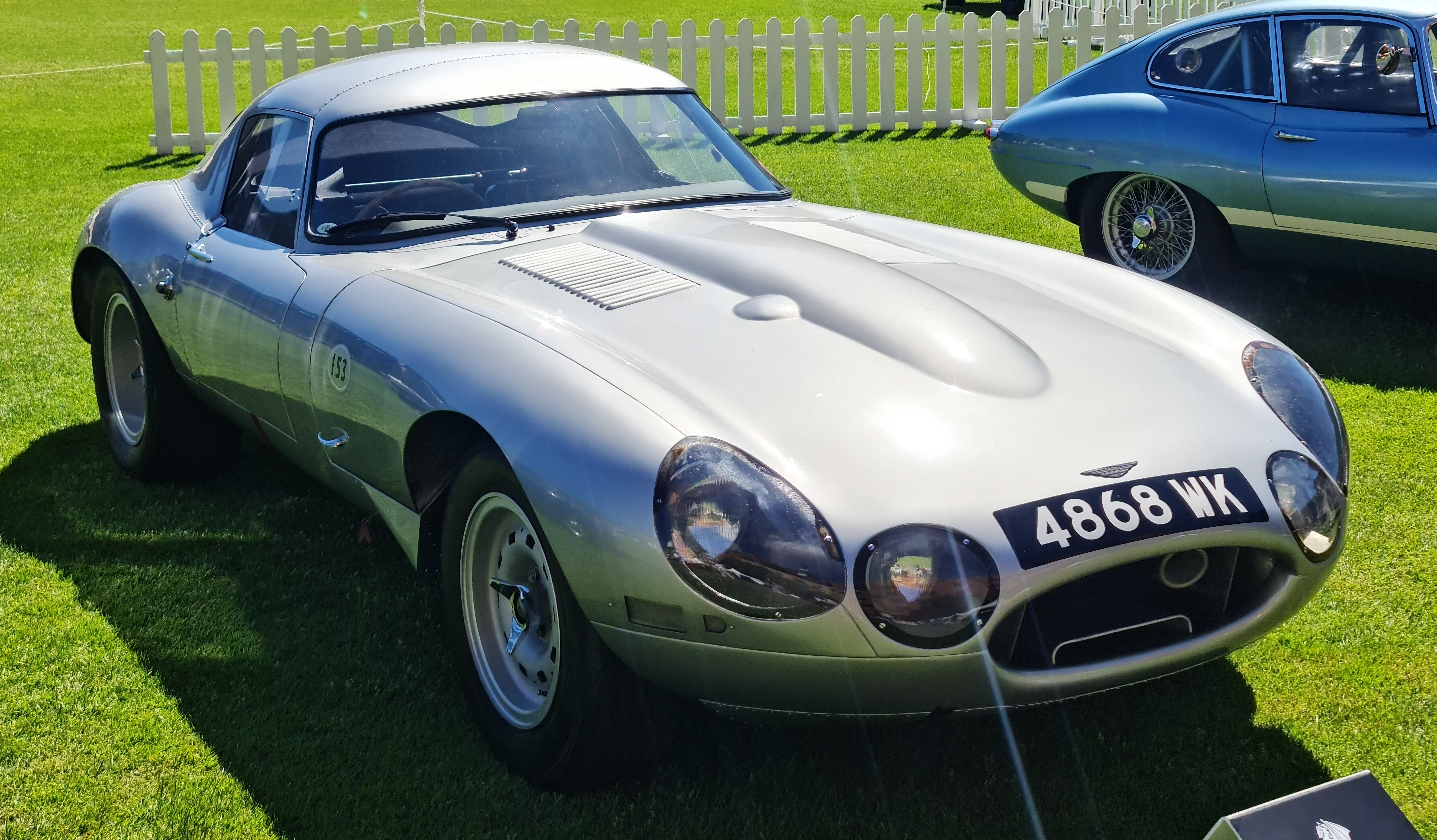
Jaguar Type E Lightweight

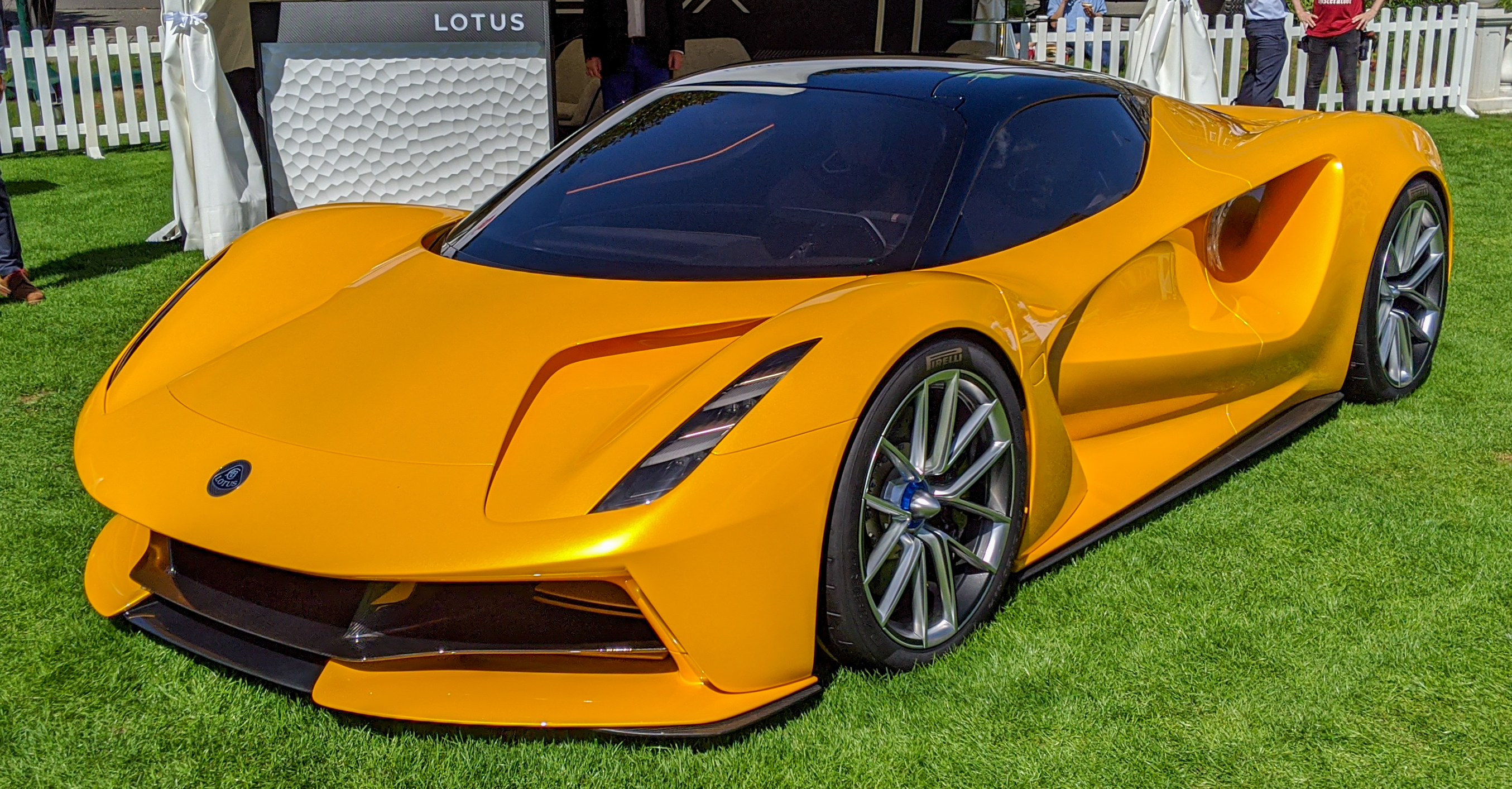
Lotus Evija
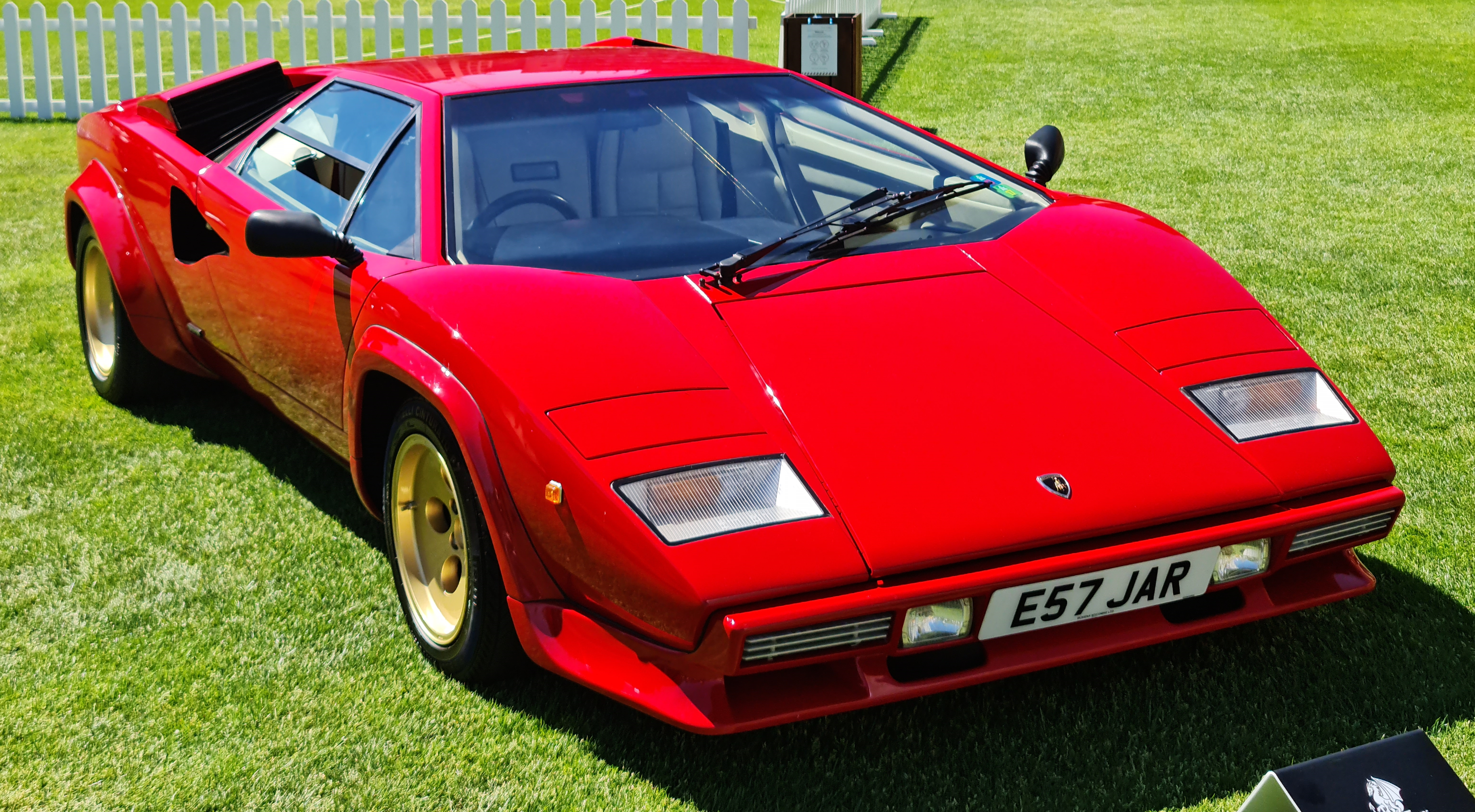
Lamborghini Countach LP5000

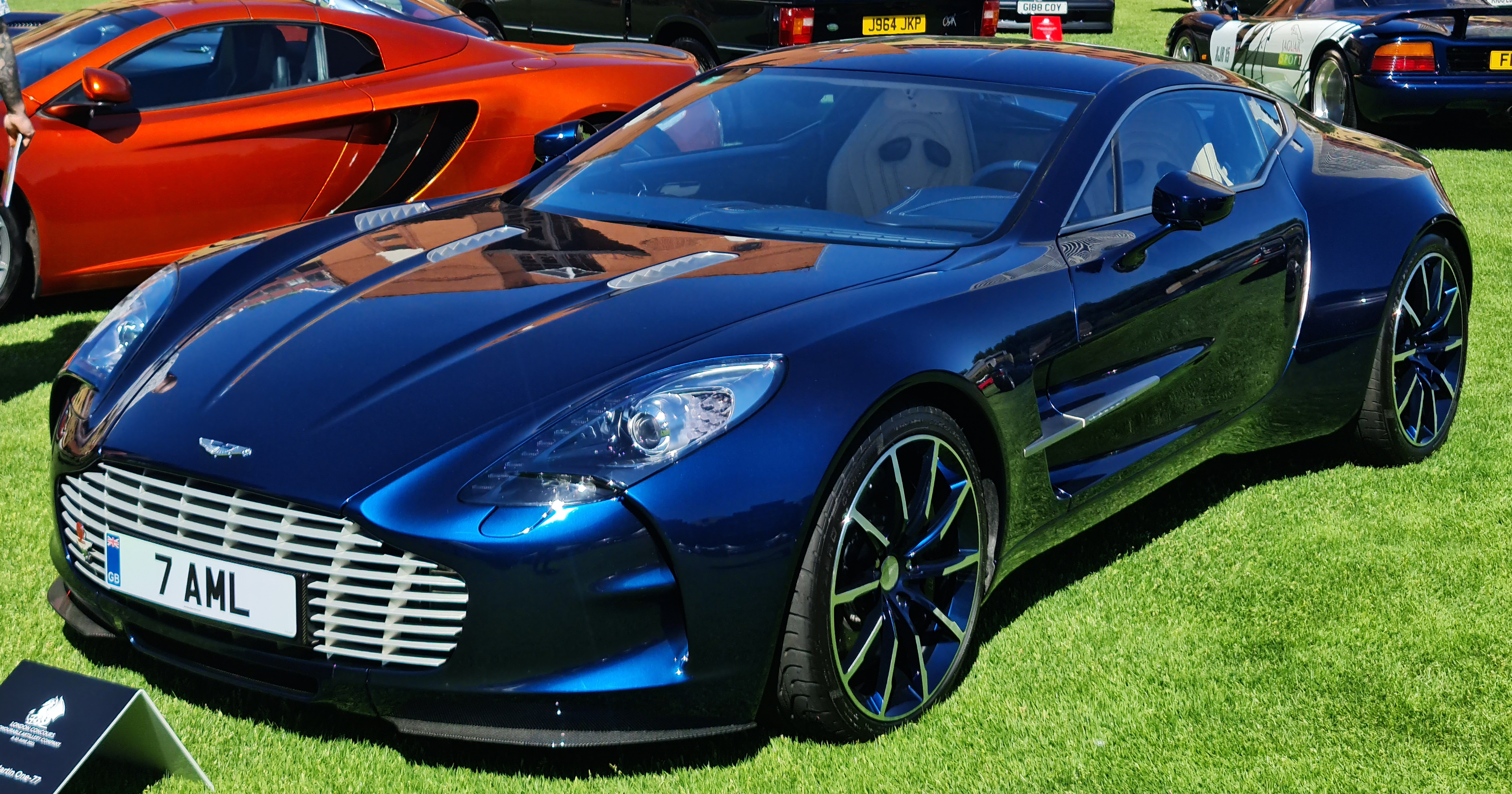
Aston Martin One-77
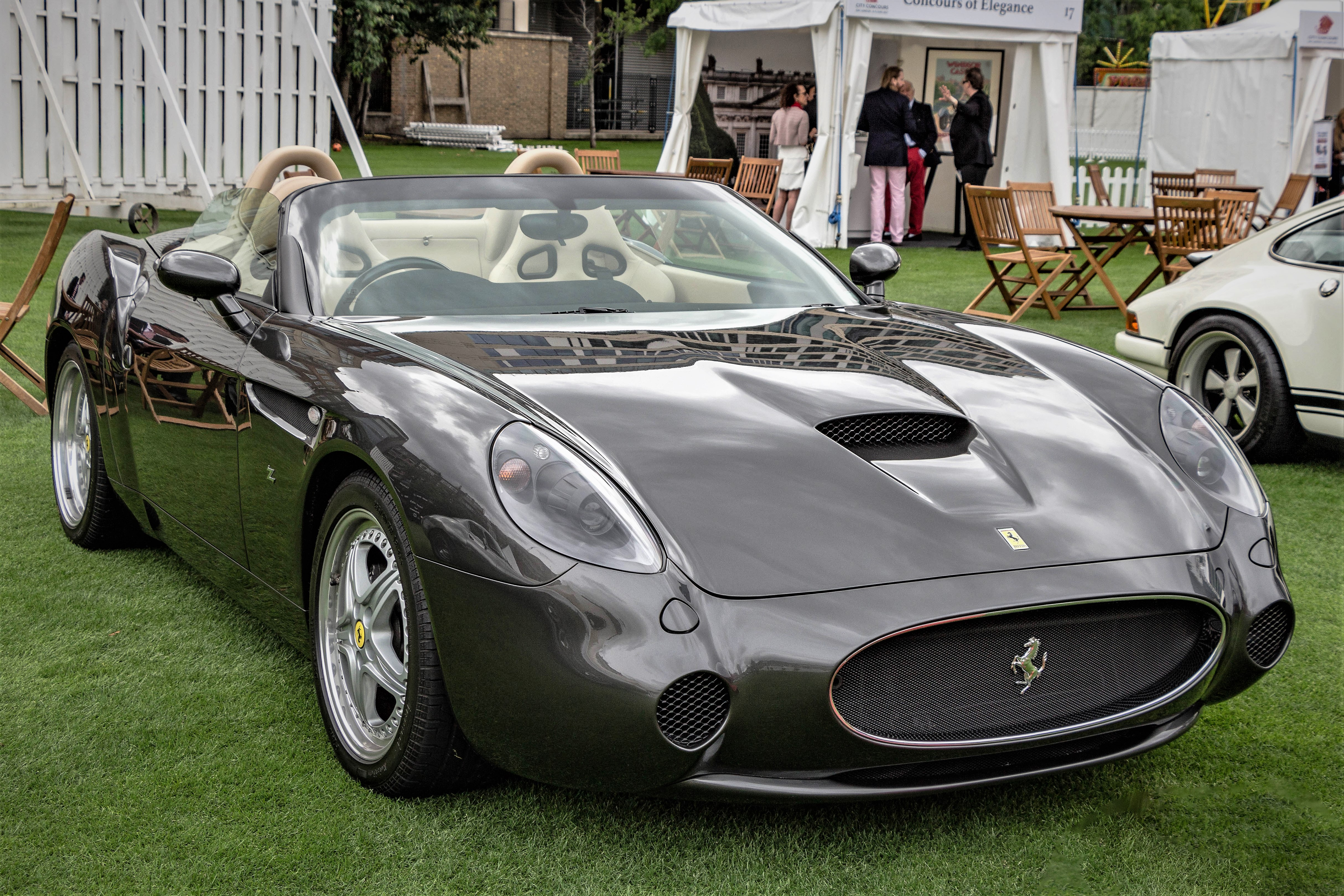
Ferrari 550 Barchetta Zagato

Ce concours fait suite au concours d'élégance du château de Windsor (le plus important du Royaume-Uni) inauguré au château de Windsor en 2012, pour le jubilé de diamant d'Élisabeth II, marquant ses 60 ans de règne, pour exposer environ 1000 voitures anciennes de collection.